# Эускелозавр
Эускелозавр, или эвскелозавр (лат. Euskelosaurus, буквально: ящер с хорошими ногами) — род динозавров  подотряда завроподоморф, живших в позднем триасе на территории современных Южно-Африканской Республики, Лесото и Зимбабве. Впервые он был описан в 1866 году Томасом Гексли как Euskelesaurus brownii на основе голотипа BMNH R1625 — конечностей и спинных позвонков, найденных Альфредом Брауном в 1863 году. В 1902 году Фридрих фон Хюне исправил название на Euskelosaurus.

## Описание
Эускелозавр был предположительно около 10 метров в длину, то есть значительно больше других платеозаврид. Его конечности были большими и напоминали конечности завроподов. Ещё одной отличительной особенностью конечностей эускелозавра было то, что головка бедренной кости могла крутиться. Палеонтолог Жак ван Хеерден высказал предположение, что подобная конфигурация могла делать ящера немного кривоногим. Это весьма необычно для динозавра, поскольку ноги динозавров располагались непосредственно под туловищем, как у млекопитающих.